# خوان أرتولا
خوان أرتولا ليتامينديا (بالإسبانية: Juan Artola)‏ (29 نوفمبر 1895  - 1937) كان لاعب كرة قدم إسباني، شارك في دورة الألعاب الأوليمبية الصيفية عام 1920.

## حياته المهنية
ولد في سان سباستيان، وكان لاعباً في منتخب إسبانيا لكرة القدم عندما فاز بالميدالية الفضية في مسابقة كرة القدم بدورة الألعاب الأوليمبية عام 1920.

## وصلات خارجية
- خوان أرتولا على موقع قاعدة بيانات كرة القدم.إي يو (الإنجليزية)
- خوان أرتولا على موقع ناشيونال فوتبول تيمز (الإنجليزية)
- خوان أرتولا على موقع أوليمبيديا (الإنجليزية)

- profile